# Pianoconcert nr. 0 (Beethoven)
Het pianoconcert in Es majeur, WoO 4, van Ludwig van Beethoven is een van zijn vroegste werken en is geschreven in 1784 toen Beethoven slechts 13 jaar was.
Enkel het pianogedeelte is overgeleverd, ook al zijn er indicaties in het manuscript voor de orkestratie. Op de gelegenheden waarop dit werk uitgevoerd werd, waren wel orkestpartijen aanwezig. Dit concert wordt soms pianoconcert No.0 genoemd, omdat het voor al Beethovens andere pianoconcerten werd geschreven. Het werk wordt zelden uitgevoerd en is derhalve minder populair dan de overige pianoconcerten van Beethoven.

## Beschrijving
Het werk kent drie delen: 
1. Allegro moderato
2. Larghetto
3. Rondo allegretto

Het feit dat elke uitvoering een andere (gereconstrueerde) orkestratie heeft maakt het moeilijk om het werk nauwkeurig te beschrijven, maar in het algemeen heeft het concert de stijl van de klassieke componisten uit de late 18e eeuw, zoals Joseph Haydn, die een poos privéleraar van Beethoven was.
Het eerste deel heeft een pianopartij waarbij vooral toonladders in een snel tempo gebruikt worden. Het langzame deel is vrij eenvormig, met arpeggio's en heel gewone versieringen. Het laatste deel, een rondo, heeft een vrolijke melodie als hoofdthema, zeer snel gespeeld en opnieuw gebaseerd op toonladders.